# Jósvafő
Jósvafő ist eine ungarische Gemeinde im Kreis Putnok im Komitat Borsod-Abaúj-Zemplén.

## Geografische Lage
Jósvafő liegt im Nordosten Ungarns, 55 km nördlich von der Großstadt Miskolc entfernt.
Nachbargemeinden sind Aggtelek 6 km und Szinpetri 6 km.
Die nächste Stadt Szendrő ist 24 km von Jósvafő entfernt.

## Sehenswürdigkeiten
- Jósvafő befindet sich im Nationalpark Aggtelek. Oberhalb des Ortes ermöglichen zwei Eingänge einen Zugang zu den Baradla-Höhlen, den größten Tropfsteinhöhlen Ungarns.
- Reformierte Kirche, erbaut im 18. Jahrhundert.

## Verkehr
Durch Jósvafő verläuft die Landstraße Nr. 2603. Der nächstgelegene Bahnhof befindet sich ungefähr 15 Kilometer östlich in Perkupa. Einmal täglich besteht eine direkte Busverbindung zur rund 200 Kilometer entfernten ungarischen Hauptstadt Budapest.